# حوذان ألفي الأوراق
الحوذان الألفي الأوراق (باللاتينية: Ranunculus millefoliatus) نوع نباتي يتبع جنس الحوذان من الفصيلة الحوذانية.

## الموئل والانتشار
موطنه الأصلي بلاد الشام واليونان.